# Potters Village
Potters Village ist eine Gemeinde auf Antigua in Antigua und Barbuda. Sie befindet sich im Norden der Insel, östlich der Hauptstadt St. John’s und südwestlich von Piggotts. Zur Volkszählung 2001 hatte sie 1564 Einwohner.